# 가미하치만촌
가미하치만촌(上八万村)은 도쿠시마현 묘도군에 설치된 촌이다. 